# Breakthru
Cet article possède un paronyme, voir Breakthrough.
Singles de Queen
I Want It All
(1989) The Invisible Man
(1989)
Breakthru est une chanson du groupe britannique Queen, sortie en 1989. Il s'agit du second single extrait de l'album The Miracle sorti la même année. La face B, Stealin’, n'est pas sur l'album The Miracle.

## Autour de la chanson
L'introduction, qui dure environ 30 secondes, a été écrite par Freddie Mercury. Elle diffère beaucoup du reste de la chanson, œuvre de Roger Taylor. À l'origine, l'introduction devait être une chanson à part entière dont le titre de travail était A New Life Is Born.

## Clip vidéo
Le clip a été tourné sur un train repeint aux couleurs de l'album, le Miracle Express. Il circule sur une voie ferrée privée, le chemin de fer de la vallée de la rivière Nene (Nene Valley Railway), sur laquelle fut également tournée deux James Bond, Octopussy et GoldenEye. On peut aussi voir dans la vidéo la petite amie de l'époque de Roger Taylor, Debbie Leng avec qui il aura 3 enfants.

## Classements
| Classements (1989) | Meilleure position |
| ------------------ | ------------------ |
| Pays-Bas           | 4                  |
| Irlande            | 6                  |
| Royaume-Uni        | 7                  |
| États-Unis         | 15                 |
| Italie             | 24                 |
| Allemagne          | 24                 |
| Suisse             | 28                 |
| Australie          | 45                 |

## Crédits
- Freddie Mercury : chant principal, chœurs, piano et claviers
- Brian May : guitare électrique et chœurs
- Roger Taylor : batterie, claviers et chœurs
- John Deacon : guitare basse
- David Richards : claviers, synth bass et programmation